# Ângela Pinto (atriz)
Ângela Rita Clara de Almeida Pinto, mais conhecida por Ângela Pinto (Lisboa, 15 de novembro de 1869 — Lisboa, 9 de março de 1925) foi uma das mais aclamadas atrizes portuguesas de finais do século XIX e início do século XX, em Portugal, considerada extremamente versátil e de grande mestria em todos os géneros teatrais.

## Biografia
Nascida a 15 de novembro de 1869, no número 30 da Rua do Arco da Graça, freguesia do Socorro, em Lisboa, era filha de João de Almeida Pinto, natural da freguesia de Santiago de Tavira – músico por vezes contratado pelo Teatro de São Carlos, jornalista e um dos proprietários de O Contemporâneo, publicação dedicada a assuntos de teatro e de Júlia Cândida, natural de Coimbra, sendo os pais solteiros à data do seu nascimento e subsequente baptismo, na Igreja de Nossa Senhora do Socorro, a 23 de abril de 1870. Foi legitimada pelo casamento dos pais, ocorrido a 26 de março de 1883, na mesma igreja.
Desde a infância que privava com redatores do jornal do pai como Gervásio Lobato, Sousa Bastos, Salvador Marques ou Pedro Vidoeira. Ângela frequentou o Colégio da D. Carolina junto à Calçada do Duque e depois um outro na Rua de Betesga, que era pertença de Alberto Bramão, um ensaiador teatral, tendo aprendido a falar bem francês.

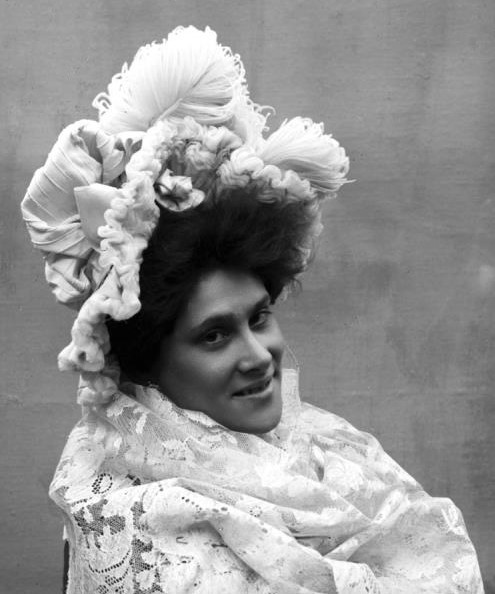
Retrato fotográfico de Ângela Pinto (Centro Português de Fotografia, Aurélio Paz dos Reis, década de 1900).

Começou por subir à cena em 1885, aos 15 anos, numa barraca de feira em Setúbal, na zarzuela em 1 ato Simão, Simões & C.ª. Depois, foi para os teatros do Porto e aos 19 anos regressou a Lisboa, onde se estreou como atriz profissional no Teatro da Rua dos Condes, a 29 de outubro de 1889, na opereta Lobos do Mar, uma tradução do original de Ramos Carion.
A 24 de maio de 1890 passa para o Teatro do Príncipe Real e a 29 de outubro voltou ao Porto, ao Teatro D. Fernando, a convite da Companhia Afonso Taveira & José Ricardo. Aí criou "Ravolet", em travesti, na opereta A Bela Perfumista de Offenbach e a 4 de setembro de 1892 regressou ao Teatro da Rua dos Condes para criar a "Manuela" do Solar dos Barrigas, uma ópera cómica de Gervásio Lobato e D. João da Câmara. Em 1898, fazia parte da Companhia Taveira, então no Teatro da Trindade mas que depois passou ao Teatro do Príncipe Real do Porto, onde nesse mesmo ano protagonizou Ali…à Preta! para, em 1900, regressar a Lisboa, no Teatro Gymnasio, em A Bisbilhoteira de Eduardo Schwalbach e depois no Teatro D. Amélia a protagonizar Lagartixa, com a Companhia Rosas & Brazão.

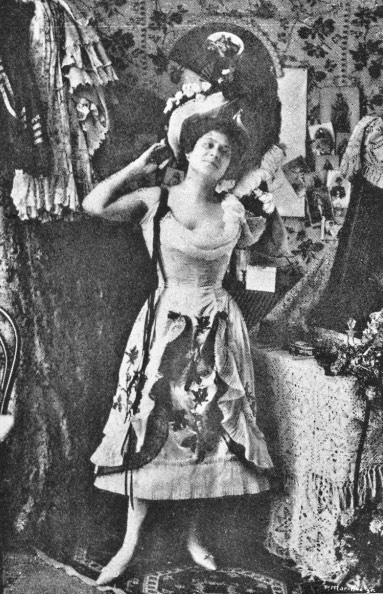
Retrato de Ângela Pinto (Revista Brasil-Portugal, Pires Marinho, 1 de abril de 1902).

Em 1903 passou a integrar o Teatro Nacional D. Maria II, onde performou "Madalena de Vilhena" de Frei Luís de Sousa de Almeida Garrett, ou no ano seguinte, a "Mariana" de Amor de Perdição de Camilo Castelo Branco, adaptado por D. João da Câmara, "Gonerill" do Rei Lear, numa adaptação de Júlio Dantas e A Mártir, de Adolph d'Ennery, numa tradução de Guiomar Torresão. Ficaram também na memória o seu Compère da revista Corações à Larga (1915) a imitar a figura de Afonso Costa, para além de ter contracenado com Joaquim Costa em Castelos no Ar (1916) de Eduardo Schwalbach. Em 1919, integrou a Companhia do Teatro da Trindade, dirigida por Augusto Pina, para A Exilada (1919) e depois esteve no Teatro de São Carlos. Na sua longa carreira, Ângela tanto interpretou revista como comédia ou drama, tragédias e operetas, tendo pisado os palcos da época no Porto, em Lisboa e no Brasil, em diversas digressões, revelando-se uma atriz extremamente versátil e apaixonada pela sua profissão, o que lhe valeu grande admiração do público.
Em 1922, Ângela Pinto ainda entra no cinema, interpretando a criada "Juliana" na rodagem do filme mudo O Primo Basílio, de Georges Pallu e da Invicta Film, estreado no ano seguinte (1923) no Condes em Lisboa e no Jardim Passos Manuel do Porto.
Na sua vida pessoal, foi conhecida como muito bondosa e caritativa, bem  como uma das grandes boémias de Lisboa, que amou livremente quem achou por bem, depois de em muito jovem a terem casado com um homem bastante mais velho de quem fugiu logo no dia do casamento. Ângela foi obrigada a casar, com apenas 17 anos, a 3 de janeiro de 1887, na Igreja de São José, em Lisboa, com António Luís de Miranda Lorena de Queirós, um fidalgo 32 anos mais velho que Ângela, tendo à data do casamento, 49 anos.
Fazia banquetes no Restaurante Tavares e ceias no Botequim Magrinho. Sabe-se que manteve um relacionamento com D. Luís do Rego e que viveu os seus últimos dias com um amigo, no número 30 da Rua da Emenda, assim como teria duas netas, referidas numa notícia de 1938 sobre uma homenagem que lhe foi prestada no Retiro da Severa.

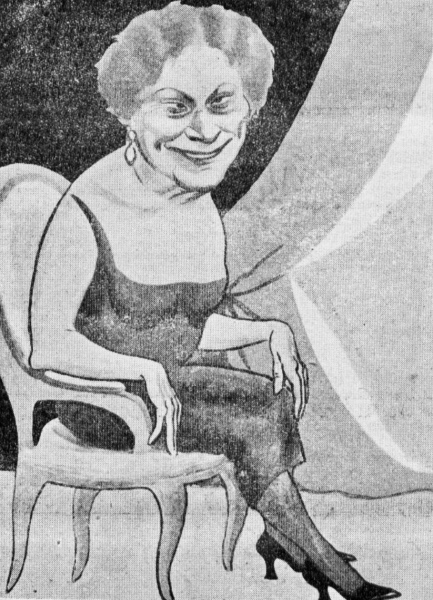
Caricatura de Ângela Pinto, por Amarelhe (1925).

Aos 53 anos, Ângela Pinto ficou paralisada de um lado do corpo, em pleno palco do Teatro Politeama, quando representava a personagem “Maria de Jesus” na peça As Flores, dos irmãos Quintero, com a Companhia Rey Colaço-Robles Monteiro, após sofrer um enfarte, o que a impediu de trabalhar a partir daí e ainda nesse ano de 1923, foi homenageada pelos seus colegas a 19 de novembro, no Teatro de São Carlos, onde recebeu também as insígnias da Comenda da Ordem Militar de Sant'Iago da Espada - embora tivesse aceitado apenas o grau de Oficial dessa Ordem e a condecoração nunca tenha sido publicada em Diário da República, pelo que nunca se tornou efetiva - e a receita desse espetáculo no valor de 32173,64 escudos, que foi depositado na Casa Bancária Pinto & Sotto Mayor, para render juros e lhe permitir levantar uma pensão mensal. Os seus colegas atores também reclamaram ao Parlamento, em maio de 1923, que lhe fosse concedida uma pensão mensal vitalícia que acabou fixada em 700 escudos.
Aos 55 anos, às 20h40 de 9 de março de 1925, na sua casa da Rua da Emenda, o segundo andar do número 30, freguesia da Encarnação, em plena Baixa de Lisboa, Ângela Pinto faleceu, vítima de uma hemorragia cerebral. O seu féretro saiu na carreta dos Bombeiros Voluntários de Campo de Ourique, de que Ângela Pinto era sócia honorária, para a Igreja das Chagas, de onde seguiu o funeral para o Cemitério dos Prazeres, onde foi sepultada no jazigo particular número 1500, pertença da Associação dos Socorros Mútuos Montepio dos Actores Portugueses.
Em 1925, pouco depois do seu falecimento, publicou-se um In Memoriam, obra na qual colaboraram com textos muitas celebridades do meio literário e teatral. O Teatro Águia de Ouro do Porto também a agraciou com a colocação de uma lápide alusiva, o Serviço Nacional de Informação criou o Prémio Ângela Pinto para os Concursos de Arte Dramática daquele organismo e a 29 de janeiro de 1938, foi-lhe prestada ainda uma homenagem no Retiro da Severa.
O seu nome é lembrado na toponímia de Almada (freguesia de Charneca de Caparica), Lisboa (freguesia de São Jorge de Arroios), Seixal (freguesia de Fernão Ferro) e Setúbal (freguesia de São Sebastião).

## Filmografia
- O Primo Basílio (1923) - "Juliana"[12][13]